# Стародавня китайська дерев'яна архітектура

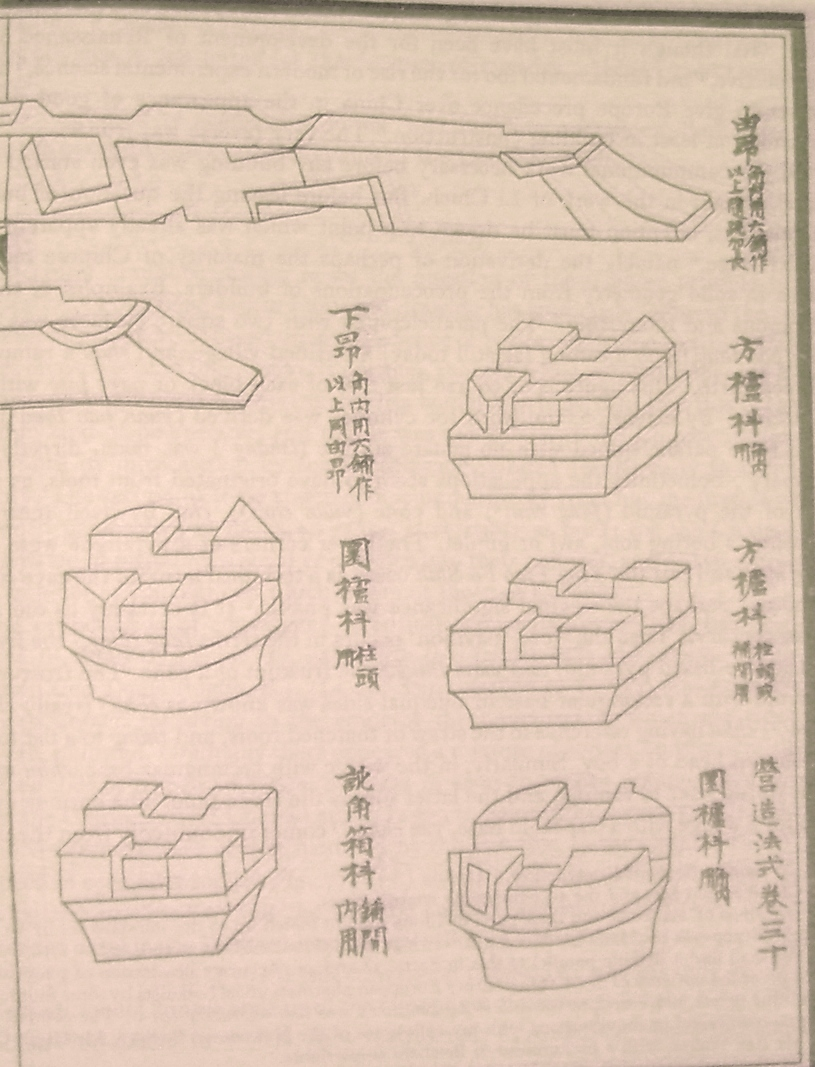
Діаграма кронштейнів і консольних плечей з будівельного посібника Інцзао Фаші (опублікований у 1103 році) династії Сун

Стародавня китайська дерев'яна архітектура — стиль китайської архітектури. На Заході він вивчений менше, ніж інші архітектурні стилі. Незважаючи на те, що історія китайської архітектури сягає далекого минулого, описи китайської архітектури часто обмежуються добре відомим Забороненим містом, а на Заході мало що досліджено.:1–5 Хоча загальні риси китайської архітектури були об'єднані в словник, що ілюструє унікальні китайські форми та методи, донедавна дані були недоступні. Через брак знань про коріння китайської архітектури описи її елементів часто перекладаються на західні терміни та архітектурну теорію, втрачаючи своє унікальне китайське значення.:1–5 Причиною цього недоліку є те, що два найважливіші китайські урядові посібники з архітектури, династії Сун Інцзао Фаші та Стандарти архітектури Цін, ніколи не були перекладені жодною західною мовою.

## Історичні записи
Стародавня китайська архітектура має багато подібних елементів частково через ранньокитайський метод стандартизації та приписування однакових характеристик структур. Стандарти записані в бюрократичних посібниках і кресленнях, які передавалися через покоління та династії. Це пояснює подібні архітектурні особливості, що зберігаються протягом тисячоліть, починаючи з найдавніших свідчень китайського імперського урбанізму, які тепер доступні завдяки розкопкам, починаючи з початку 1980-х років. Плани включають, наприклад, двовимірні архітектурні креслення ще в першому тисячолітті нашої ери та пояснюють сильну тенденцію до спільних архітектурних особливостей китайської архітектури, яка розвивалася в результаті складного, але єдиного еволюційного процесу протягом тисячоліть. Покоління будівельників і майстрів записували свою роботу, а колекціонери, які зіставляли інформацію в будівельні стандарти (наприклад, Інцзао Фаші) і стандарти архітектури Qing, були широко доступними, фактично суворо встановленими та переданими. Запис архітектурної практики та деталей сприяв передачі наступним поколінням унікальної системи будівництва, яка стала сукупністю унікальних архітектурних характеристик.
Зовсім недавно залежність від тексту для археологічних описів поступилася усвідомленню того, що археологічні розкопки, проведені Китайською Народною Республікою, надають кращі докази китайського повсякденного життя та церемоній від часів неоліту до останніх століть. Наприклад, розкопки гробниць надали докази створення факсиміле дерев'яних будівельних частин і виявили плани місцевості віком кілька тисяч років. Прикладом є недавні розкопки на доісторичному місці Бефуді.
Основу стародавньої китайської архітектури складають три компоненти: фундаментна платформа, дерев'яний каркас і декоративний дах. Крім того, найбільш фундаментальною ознакою є чотиристороння прямокутна огорожа, тобто конструкції зі стінами, сформованими під прямим кутом і орієнтованими до сторін світу. Традиційна китайська віра у всесвіт квадратної форми з чотирма світовими кварталами фізично проявляється в його архітектурі.

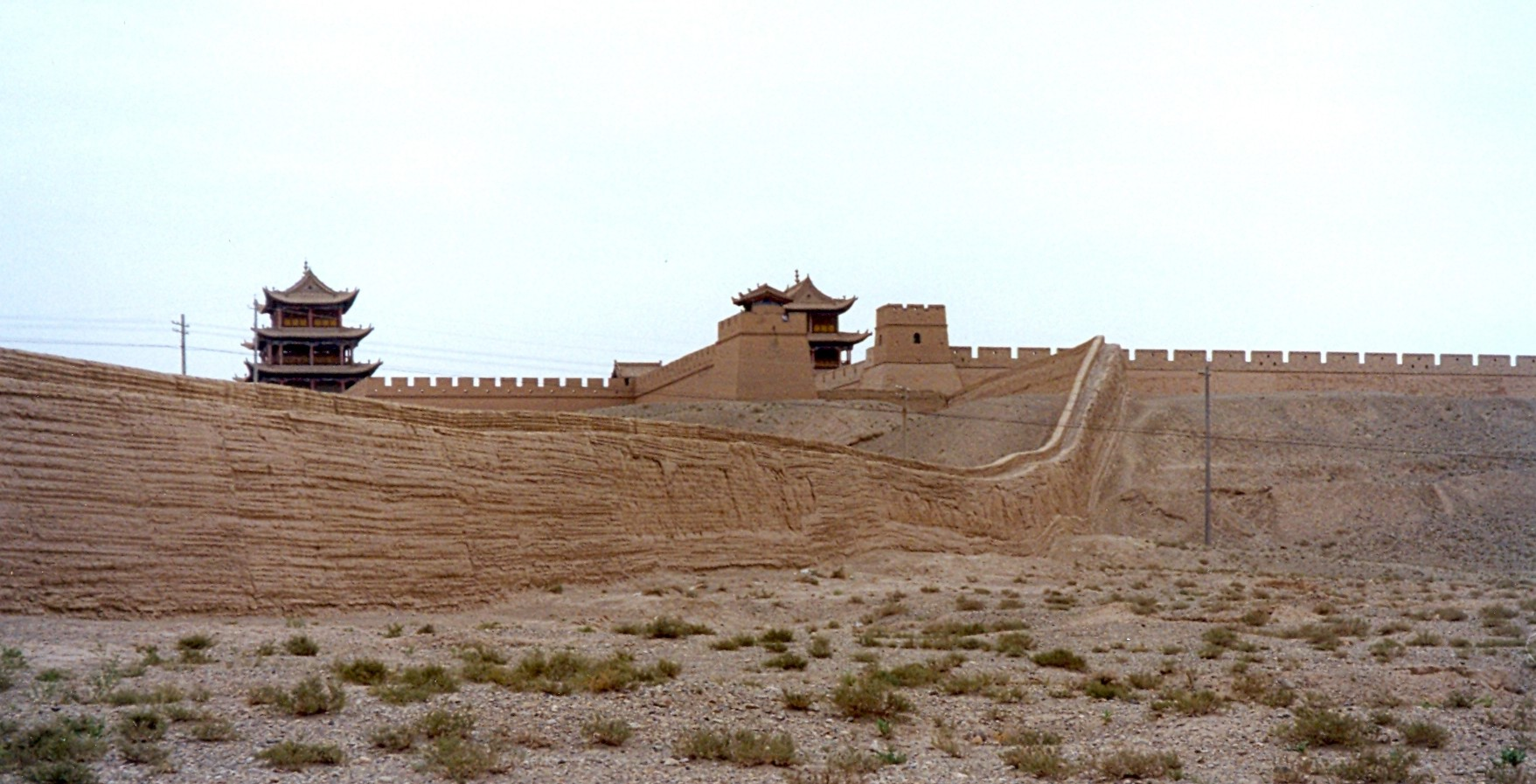
200x200пксУтрамбовані земляні ділянки Великого китайського муру

## Конструктивні особливості

### Платформа фундаменту
До середнього неоліту використання утрамбованої землі та необпаленої глиняної цегли було домінуючим. Хангту (лес), трамбування шарів землі для створення стін, вівтарів і фундаментів залишалося елементом китайського будівництва протягом наступних кількох тисячоліть. Великий китайський мур, побудований з хангту, був зведений на початку першого тисячоліття до нашої ери. Висушені на сонці глинобитні цегли та глинобитні стіни зазвичай будували в дерев'яних каркасах. Жорсткі земляні підлоги зміцнювали опаленням.

### Дерев'яний каркас

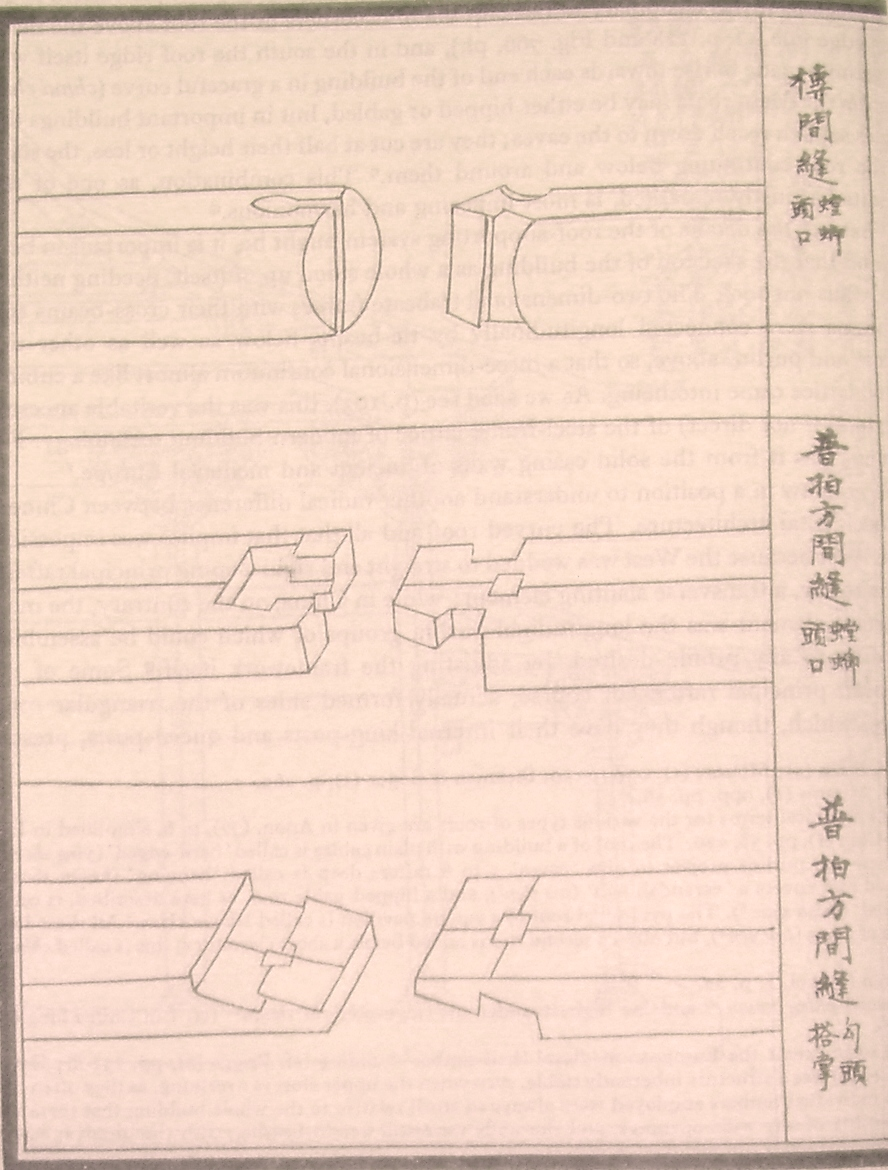
Розсувний ластівчиний хвіст, ластівчиний хвіст в нахльост і ступінчасті скошені з'єднання балок і поперечних балок з Інцзао Фаші, опублікованого в 1103 році китайським ученим-бюрократом династії Сун Лі Цзе (1065—1110).

Фундаментальним досягненням китайської дерев'яної архітектури є несучий дерев'яний каркас, мережа з'єднаних між собою дерев'яних опор, що утворюють скелет будівлі. Це вважається головним внеском Китаю у світову архітектурну технологію. Проте невідомо, як будівельники поставили на місце величезні дерев'яні опорні колони.
На відміну від західної архітектури, у давньокитайській дерев'яній архітектурі стіна лише визначала огородження, а не несучий елемент. Будівлі в Китаї підтримувалися дерев'яними каркасами протягом семи тисячоліть. Поява характерної шарнірної дерев'яної китайської рами з'явилася в період неоліту. Сім тисяч років тому для будівництва дерев'яних каркасних будинків використовували врізні та шипові столярні вироби. (Найстаріші розташовані на місці Хемуду у Чжецзяні). Було ідентифіковано понад тисячу таких місць, як правило, з круглими, квадратними або довгастими будівлями. Під час культури Яншао в середньому неоліті трапляються круглі та прямокутні напівпідземні споруди з дерев'яними балками та колонами. Дерев'яні балки або земля підтримували дахи, які, швидше за все, були солом'яними. У міру зростання сіл і міст вони дотримувалися симетричних форм. Симетрія також була важливою в плануванні будинків, вівтарів і сіл.
Доу-ґун — це унікальний структурний елемент із зчеплених між собою дерев'яних кронштейнів, один із найважливіших елементів традиційної китайської архітектури. Уперше він з'явився в будівлях останніх століть до нашої ери та перетворився на структурну мережу, яка з'єднувала стовпи та колони з каркасом даху. Доу-ґун широко використовувався у весняно-осінній період (770—476 рр. до н. е.) і перетворився на складний набір взаємопов'язаних частин до свого піку в періоди Тан і Сун. Із давніх часів, коли китайці вперше почали використовувати деревину для будівництва, основна увага приділялася столярній справі, і майстри вирізали дерев'яні шматки так, щоб вони підходили настільки ідеально, що не потрібно було клеїти чи кріплення.:1,7

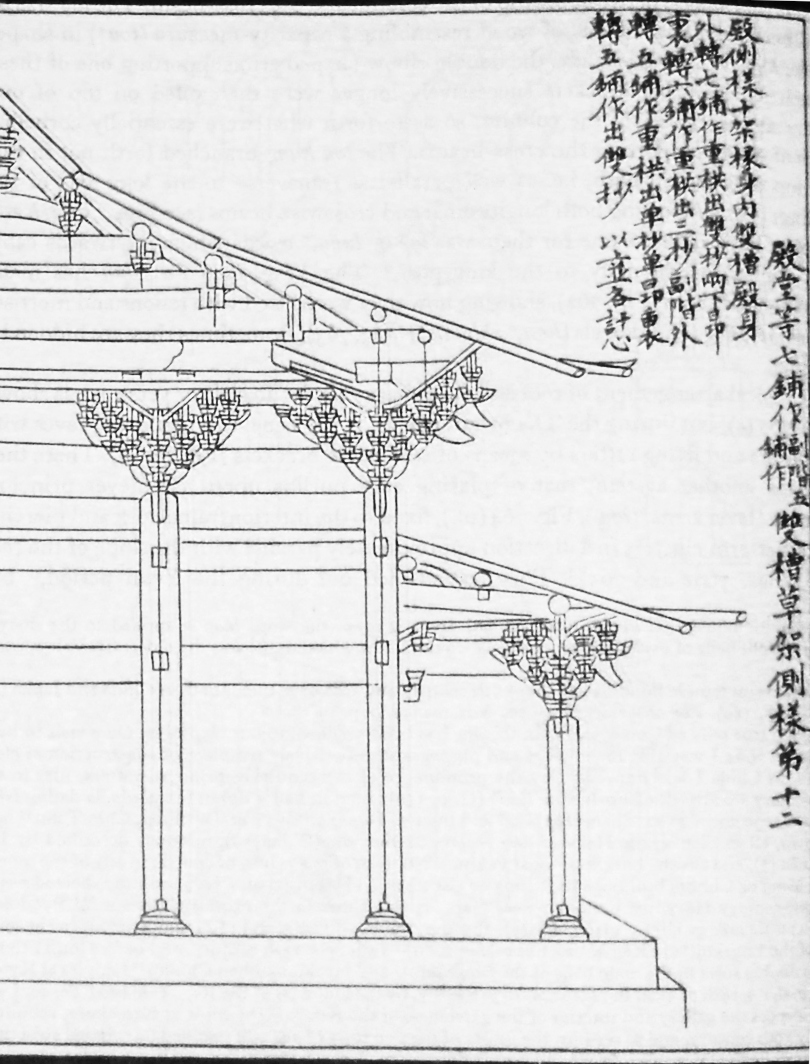
Діаграма трьох наборів дерев'яних кронштейнів («Доу-ґун») із посібника з будівництва Інцзао Фаші

### Дах і стеля
У традиційній китайській архітектурі кожна грань будівлі прикрашалася різними матеріалами та техніками. Прості стельові прикраси у звичайних будівлях робили з дерев'яних смуг і обклеювали папером. Більш декоративною була ґратчаста стеля, виготовлена з плетених дерев'яних смуг або стебел сорго, прикріплених до балок. Через складність орнаменту складні куполи були зарезервовані для стелі найважливіших споруд, таких як гробниці та вівтарі, хоча неясно, якими були духовні вірування ранніх китайців, оскільки вівтарі, схоже, слугували для місць поховання.  У традиційній китайській архітектурі багатошарові шматки стелі утримуються разом з'єднаними наборами кронштейнів (斗拱 Доу-ґун).
Приблизно в 7 столітті використовували складні дерев'яні кесони (藻井 zǎojǐng), обрамлені круглою, квадратною або багатокутною рамою з кронштейнами, що виступають всередину та вгору від основи. У дерев'яний каркас стелі вмонтовано глибоко заглиблені панелі у формі колодязя (квадратні в основі із заокругленим верхом). Центральну панель стелі прикрашали лататтям або іншими водними рослинами. Зв'язок назви з водою пов'язаний із давнім страхом, що дерев'яні будівлі будуть знищені вогнем і що вода з zǎojǐng запобіжить або придушить полум'я вогню. :8
Гробниця вдовуючої імператриці Веньмін із династії Північна Вей має кесон у склепінчастій стелі з плоским верхом у задній камері її гробниці. Храм Баогуо в Юйяо у провінції Чжецзян має три куполи на стелі, що робить його унікальним серед збережених зразків архітектури Сун. 
Зал Санцін (Зал трьох чистот) — єдина будівля періоду Юань із трьома куполами на стелі.